# Sverre Eika
Sverre Eika (Gjerpen, 29 agosto 1899 – Oslo, 27 maggio 1971) è stato un prete e calciatore norvegese, di ruolo centrocampista.

## Carriera

### Club
Eika giocò con la maglia di Odd e Lyn Oslo. Con quest'ultima squadra, raggiunse la finale di Coppa di Norvegia 1923, persa contro il Brann.

### Nazionale
Conta 2 presenze per la Norvegia. Esordì il 28 ottobre, nella vittoria per 0-2 sul campo della Francia.

### Dopo il ritiro
Eika si laureò all'Università di Oslo nel 1923. Nel 1924, fu ordinato sacerdote e iniziò a svolgere le funzioni a Kristiansund e Trondheim, come sostituto. Dal 1927, cominciò a collaborare con la Sjømannskirken, ossia la Chiesa norvegese che si occupa degli scandinavi emigrati all'estero: per questo, soggiornò a Liverpool dal 1927 al 1929, mentre dal 1929 al 1931 nelle isole della Georgia del Sud. Dal 1931 al 1932 e dal 1933 al 1946, stazionò a Buenos Aires, mentre dal 1932 al 1933 a Philadelphia. Durante la seconda guerra mondiale, supportò gli Alleati. Nel 1946, fu nominato Cavaliere di Prima Classe dell'Ordine reale norvegese di Sant'Olav. Nel 1946, fece ritorno ad Oslo, dove fu curato della Chiesa Petrus e fu vicario a Ris dal 1953 al 1969. Nel 1965, subì un infarto, ma riuscì a riprendersi; non sopravvisse ad un secondo, datato 27 maggio 1971. Riposa alla Chiesa di Ris.